# Balaio

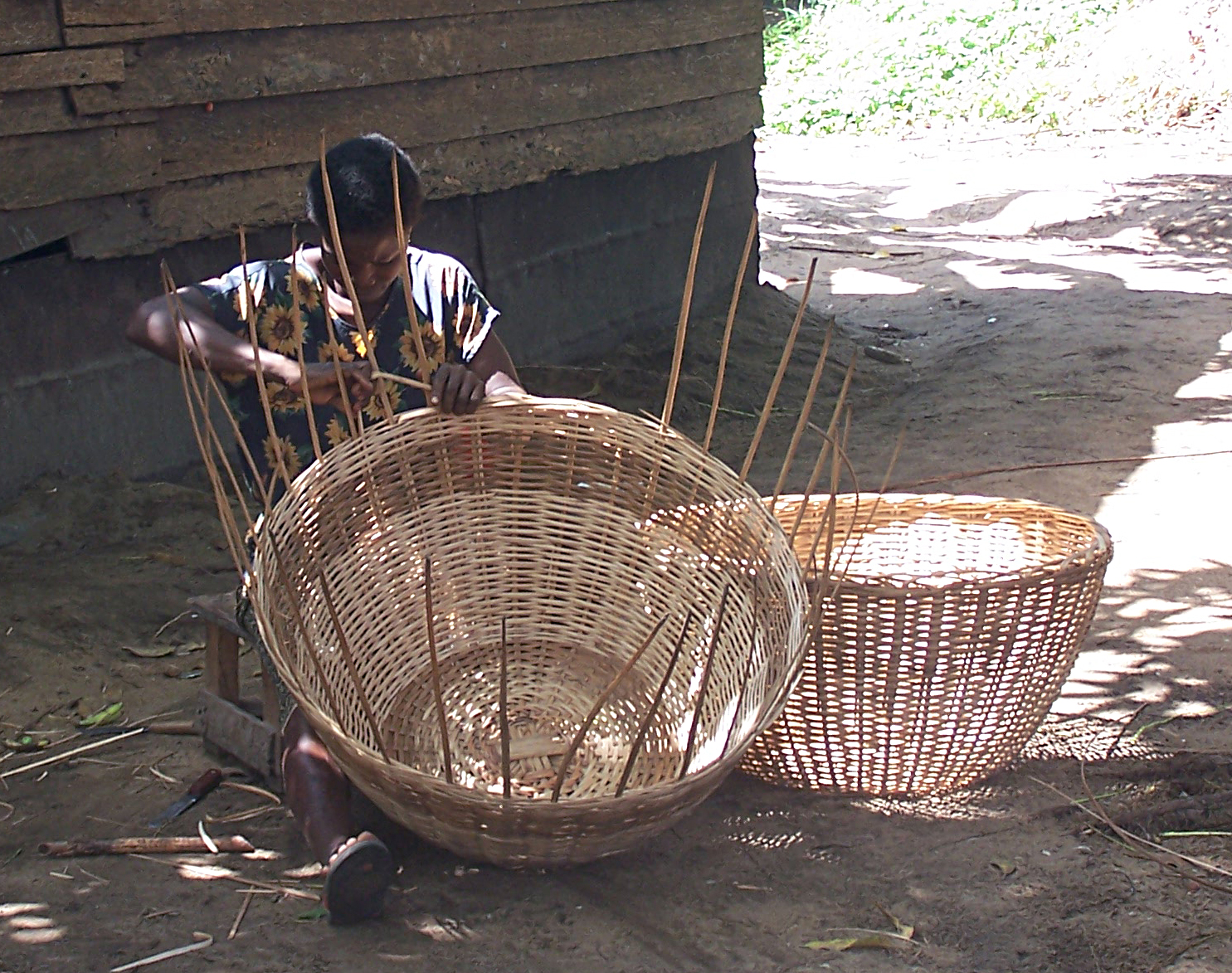
Uma mulher tece uma cesta nos Camarões.

Balaio é um cesto baixo, redondo ou oval, grande, feito de palhinha, verga e outros materiais, servindo tanto para  usos rurais ou domésticos.
O termo tem origem no bretão balai, significando giesta, através do francês balai, com o significado de vassoura.
Este tipo de cesto é muito comum no artesanato da Bolívia e dos índios do Brasil, onde é feito em diversos formatos e materiais, em especial da casca das folhas do dendezeiro ou de folhas de palmeira, também podendo ser feito com jornais e verniz.